# Vestamerikansk hemlock
Vestamerikansk hemlock er et stort, stedsegrønt nåletræ med en kegleformet krone. Nålene har forskellig længde, og koglerne er små og lysebrune. Træet er fuldt hårdført og bruges en del i større haver og parker.

## Kendetegn
Vestamerikansk hemlock er et stort, stedsegrønt nåletræ. Kronen er længe kegleformet med en hængende top. Senere bliver den mere bred og cylindrisk. Grenene sidder med stor afstand og er overhængende med nedadvendte spidser. Barken er først tofarvet: lysebrun på lyssiden og lysegrøn på skyggesiden. Skuddet er desuden ribbet med beigefarvede hår. Knopperne er brune (men meget lyse i løvspringet), små og runde. Nålene sidder i to rækker, og de har de forskellig længde og aftagende bredde frem mod en afrundet spids. Nålene er først matgrønne, men får senere mørkegrønne oversider og undersider med to hvide striber. Hanblomsterne sidder samlet i stande inde mellem nålene, mens de hunlige sidder for enden af særlige skud. Frugterne er kogler, der først er lysegrønne til violette, men lysebrune ved modning.
Rodsystemet er højtliggende og består mest af fine, trævlede rødder
I hjemlandet når arten højder på ca. 70 m og kronebredder nær 25 m. I Europa får udvoksede træer sjældent størrelser over 25 x 12 m henholdsvis.

## Hjemsted
Vestamerikansk hemlock har sin naturlige udbredelse langs den amerikanske stillehavskyst, fra Californien over Oregon og Washington og British Columbia til Alaska. Her er træet én af de dominerende arter i de blandede nåleskove, der er opstået i de regnrige bjerge, hvor jorden er forholdsvis næringsrig og veldrænet.
I Olympic National Park, som ligger på Olympic-halvøen vest for Seattle, Washington, USA, findes nogle skove i lavlandet og på dalbunden mellem bjergene, hvor denne art vokser sammen med bl.a. almindelig linnæa, amerikansk skovstjerne, broget skumspiræa, busket bjergte, bølle (flere arter), druehyld, grøn douglasgran, kæmpethuja, kæmpegran, sitkagran, småhjerte, sværdbregne, Trillium ovatum (en art af treblad) og vestamerikansk mahonie

## Note
1. ↑  ehow.com: Root System of Hemlock Trees - hastig gennemgang af Hemlock-slægtens rodsystemer (på (engelsk))
2. ↑  National Park Service: Olympic Lowland Forests – turistpræget gennemgang af de forskellige vegetationstyper i nationalparken (på (engelsk))